# Primnoa resedaeformis
Primnoa resedaeformis is een zachte koraalsoort uit de familie Primnoidae. De koraalsoort komt uit het geslacht Primnoa. Primnoa resedaeformis werd in 1763 voor het eerst wetenschappelijk beschreven door Gunnerus. 